# 데니스 뮤런
데니스 뮤런(영어: Dennis Muren, 1946년 11월 1일 ~ )은 미국의 영화 특수 효과 기술자이다. 영화 《스타워즈》, 《E.T.》, 《터미네이터 2: 심판의 날》, 《쥬라기 공원》 등 80~90년대 할리우드 블록버스터 영화의 특수효과 담당으로 참여했다. 이러한 공로로 아카데미상을 아홉 차례 수상하였고 할리우드 명예의 거리에도 이름을 올렸다.

## 아카데미상 수상 내역
- 제53회 아카데미상(1981년) - 시각효과상(제국의 역습)
- 제55회 아카데미상(1983년) - 시각효과상(E.T.)
- 제56회 아카데미상(1984년) - 시각효과상(제다이의 귀환)
- 제57회 아카데미상(1985년) - 시각효과상(인디아나 존스: 미궁의 사원)
- 제60회 아카데미상(1988년) - 시각효과상(이너스페이스)
- 제62회 아카데미상(1990년) - 시각효과상(심연)
- 제64회 아카데미상(1992년) - 시각효과상(터미네이터 2: 심판의 날)
- 제66회 아카데미상(1994년) - 시각효과상(쥬라기 공원)
- 아카데미 기술공로상(Technical Achievement Award)